# União Nacional dos Sindicatos Autônomos (França)
A União Nacional dos Sindicatos Autônomos  (em francês, Union nationale des syndicats autonomes), UNSA, é uma união sindical francesa, criada em 1993, por cinco organizaçoes sindicais não confederadas, tais como a Federação da Educação Nacional (FEN), que se havia desvinculado da CGT, tornando-se autônoma, por rejeitar a cisão da Confederação - que levou à criação da Força Operária (CGT-FO). O atual secretário-geral da UNSA é Alain Olive.
Os cinco membros fundadores da UNSA foram:
- FEN, que, em 2000 passou a chamar-se  UNSA Educação;
- Federação Geral dos Sindicatos de Assalariados das Organizações Profissionais da Agricultura e da Indústria Agroalimentar (FGSOA) atualmente chamada UNSA Agricultura Agroalimentar;
- Federação Autônoma dos Transportes (FAT) ;
- Federação dos Sindicatos de Engenheiros, Gerentes Técnicos de Agentes Especializados das Estradas de Ferro (FGAF),[1][2] posteriormente denominada UNSA Cheminots;
- Federação Geral Autônoma dos Funcionários, FGAF (funcionários públicos).

Seu primeiro presidente foi Jacques Mallet. A UNSA reivindica 360 000 membros o que a tornaria a 4ª organização sindical francesa, em número de filiados. A UNSA foi reforçada sobretudo a partir de 1996 por uma dissidência da Force ouvrière, conduzida por Jacques Mairé, que reclamava de uma suposta influência trotskista do Partido dos Trabalhadores da França sobre a FO.
A UNSA tem como objetivo declarado reunir os sindicatos "numa plataforma reformista, laica e reivindicativa, fundada na independência sindical, por um sindicalismo renovado e democrático". Foi particularmente ativa por ocasião dos conflitos da primavera de 2003, em torno das aposentadorias, e apoiou o movimento da primavera de  2006, contra o chamado contrato do primeiro emprego (CPE).
É membro da Confederação Europeia dos Sindicatos, desde 1999,  Nas eleições do Conseil des Prud'hommes de 2008, a UNSA obteve 6,2% dos votos.

## Reforma do sistema de aposentadoria na França
A UNSA formulou propostas para reformar o sistema de aposentadorias na França e participou das cinco grandes jornadas de greves contra a reforma do sistema de aposentadoria, em 2010. A União rejeitou em bloco o projeto de reforma.